# Lê Hải An
Lê Hải An (1 tháng 4 năm 1971 – 17 tháng 10 năm 2019) là giảng viên, nhà quản lý giáo dục và nguyên là Ủy viên Ban cán sự Đảng, Bí thư Đảng ủy Bộ, Thứ trưởng Bộ Giáo dục và Đào tạo Việt Nam, Bí thư Đảng ủy trường, Hiệu trưởng Trường Đại học Mỏ – Địa chất.
7h10 sáng 17/10/2019, ông Lê Hải An được phát hiện tử vong do rơi từ tầng 8 nhà D trụ sở Bộ Giáo dục và Đào tạo (số 35 Đại Cồ Việt, Hà Nội), nơi ông ăn sáng trước khi làm việc.

## Xuất thân
Lê Hải An sinh ngày 1 tháng 4 năm 1971 tại Hà Nội, nguyên quán tại Xuân Đan, Nghi Xuân, Hà Tĩnh. Ông là con trai út của Nhà giáo Nhân dân Lê Hải Châu, tác giả sách giáo khoa môn Toán trước đây, chuyên viên chỉ đạo môn Toán của Bộ GD&ĐT, nhiều năm là Trưởng đoàn thi Olympic Toán quốc tế IMO của Việt Nam những năm đầu tiên.

## Giáo dục
Ông từng là học sinh trường tiểu học Trưng Vương (1977 – 1981) và THCS Trưng Vương (1981 – 1985) trước khi theo học chuyên Hoá tại Trường Trung học phổ thông chuyên Hà Nội – Amsterdam (1985 – 1987).
Từ tháng 8 năm năm 1988 tới tháng 6 năm năm 1995, ông theo học ngành kỹ sư Địa vật lý, Đại học Thăm dò Địa chất Moskva, Liên bang Nga. Năm 1998, ông nhận bằng Thạc sĩ dầu khí, Đại học Tổng hợp Brunei, Brunei Darussalam. Từ tháng 8 năm 2001 đến tháng 11 năm 2004, Lê Hải An làm nghiên cứu sinh tiến sĩ và sau đó bảo vệ luận án tiến sĩ ngành Dầu khí tại Đại học Heriot-Watt, Edinburgh, Vương quốc Anh. Luận văn tiến sĩ của ông có nhan đề là "Innovative neural network approaches for petrophysical parameter prediction" (Các phương pháp mới sử dung mạng nơ-ron để dự đoán tham số thạch - vật lý).
Ông được phong chức danh Phó Giáo sư năm 2010. Ông là tác giả một số công trình nghiên cứu về địa chất và thăm dò dầu khí sử dụng phương pháp mạng neural.

## Sự nghiệp
- 12/1995 – 7/1997: Trợ giảng, Bộ môn Địa vật lý, Khoa Dầu khí, Trường Đại học Mỏ – Địa chất, Hà Nội[5]
- 8/1998 – 7/2001: Giảng viên, Bí thư chi đoàn cán bộ Khoa Dầu khí, Trường Đại học Mỏ – Địa chất, Hà Nội
- 11/2004 – Nay (17/10/2019): Giảng viên, PGS (từ 2010), Bộ môn Địa vật lý, Trường Đại học Mỏ – Địa chất, Hà Nội
- 1/2005 – 1/2006: Phó trưởng Khoa Dầu khí, Trường Đại học Mỏ – Địa chất, Hà Nội
- 2005 – 2010: Phó bí thư Đảng ủy Khoa Dầu khí, Trường Đại học Mỏ – Địa chất, Hà Nội
- 1/2006 – 9/2010: Phó trưởng Bộ môn Địa vật lý, Trường Đại học Mỏ – Địa chất, Hà Nội
- 1/2006 – 1/2011: Trưởng phòng Hợp tác Quốc tế, Trường Đại học Mỏ – Địa chất, Hà Nội
- 1/2008 – 6/2011: Trưởng Khoa Dầu khí, Trường Đại học Mỏ – Địa chất, Hà Nội
- 2010 – 2015: Bí thư Đảng ủy Khoa Dầu khí, Trường Đại học Mỏ – Địa chất, Hà Nội
- 2010 – 2018: Đảng ủy viên BCH Đảng bộ Trường, Trường Đại học Mỏ – Địa chất, Hà Nội
- 1/2011 – 3/2014: Phó Hiệu trưởng, Trường Đại học Mỏ – Địa chất, Hà Nội
- 1/2013 – 2018: Giám đốc Trung tâm nghiên cứu môi trường địa chất, Trường Đại học Mỏ – Địa chất, Hà Nội
- 3/2014 – 2018: Hiệu trưởng, Trường Đại học Mỏ – Địa chất, Hà Nội
- 6/2014 – 3/11/2018: Bí thư Đảng ủy Đảng bộ Trường, Trường Đại học Mỏ – Địa chất, Hà Nội
- Ngày 2 tháng 11 năm 2018, Lê Hải An, Hiệu trưởng Trường Đại học Mỏ – Địa chất, được Thủ tướng Nguyễn Xuân Phúc điều động, bổ nhiệm có thời hạn giữ chức vụ Thứ trưởng Bộ Giáo dục và Đào tạo theo Quyết định số 1475/QĐ-TTg.
- Lê Hải An phụ trách các tỉnh Tây Nguyên và Đông Nam Bộ, phụ trách các lĩnh vực như giáo dục đại học, giáo dục quốc phòng an ninh, báo chí truyền thông và công tác Đảng Cộng sản và công đoàn của Bộ Giáo dục và Đào tạo, phụ trách Ban Quản lý các dự án Bộ Giáo dục và Đào tạo.[6]
- Ngày 19 tháng 2 năm 2019, Lê Hải An, Ủy viên Ban Chấp hành Đảng bộ, Thứ trưởng Bộ Giáo dục và Đào tạo, được trao quyết định của Đảng ủy khối các cơ quan Trung ương chuẩn y tham gia Ban Thường vụ và giữ chức Bí thư Đảng ủy Bộ Giáo dục và Đào tạo nhiệm kỳ 2015 – 2020.[7]
- Tháng 10 năm 2019, Lê Hải An là Ủy viên Ban cán sự Đảng, Bí thư Đảng ủy Bộ Giáo dục và Đào tạo. Cấp trên của ông là Phó Bí thư Ban Cán sự Đảng Bộ Giáo dục và Đào tạo Thứ trưởng Nguyễn Văn Phúc (sinh năm 1974) và Bí thư Ban cán sự Đảng, Bộ trưởng Phùng Xuân Nhạ.[3]

## Kỷ luật cán bộ gian lận điểm thi
Ông An là người đã ký Thông báo về việc xem xét kỷ luật công chức của Bộ GD-ĐT có trách nhiệm liên quan tới việc xảy ra gian lận thi THPT quốc gia 2018 tại các tỉnh Hà Giang, Sơn La, Hòa Bình.
13 công chức được yêu cầu kiểm điểm liên quan kỳ thi THPT quốc gia 2018 gồm các cục trưởng, cục phó Cục Quản lý chất lượng, vụ trưởng Vụ Giáo dục trung học, chánh thanh tra, phó chánh thanh tra, vụ trưởng Vụ Pháp chế...

Theo báo Thanh Niên đưa tin ngày 30/08/2019 :
Thứ trưởng Bộ GD-ĐT Lê Hải An vừa ký.thông báo về việc xem xét kỷ luật công chức liên quan tới gian lận thi cử năm 2018.
Qua những sai phạm xảy ra ở 3 địa phương nói trên, Bộ GD-ĐT nhận thấy còn có những thiếu sót về công tác xây dựng, ban hành văn bản và chỉ đạo tổ chức kỳ thi; công tác tập huấn, quán triệt quy chế thi; công tác tổ chức chấm trắc nghiệm và công tác thanh tra, kiểm tra, giám sát. Trong danh sách 13 công chức trên, có nhiều người là lãnh đạo cấp vụ, cục, thanh tra Bộ, gồm:
1. Ông Mai Văn Trinh, Cục trưởng Cục Quản lý chất lượng.
2. Ông Sái Công Hồng, Phó Cục trưởng Cục Quản lý chất lượng.
3. Ông Nguyễn Duy Kha, Trưởng phòng Quản lý thi, Cục Quản lý chất lượng.
4. Ông Hà Xuân Thành, Phó Giám đốc phụ trách Trung tâm khảo thí quốc gia, Cục Quản lý chất lượng.
5. Ông Nguyễn Sơn Hải, Cục trưởng Cục Công nghệ thông tin.
6. Ông Nguyễn Huy Bằng, Chánh Thanh tra.

7. Ông Tống Duy Hiến, Phó Chánh thanh tra. 
Tuy nhiên, ngày 9/9/2019, Bộ GD-ĐT lại ký văn bản hủy bỏ các Quyết định và Thông báo trên. Lý do hủy bỏ xem xét kỷ luật là các văn bản nội bộ này chưa đảm bảo chặt chẽ về mặt pháp lý, đồng thời còn để tiến hành quy trình xem xét, kiểm điểm trách nhiệm về mặt công tác Đảng như hướng dẫn của Ủy ban Kiểm tra Trung ương.
Phát biểu cuối cùng của Thứ trưởng Lê Hải An: "Nguồn nhân lực phải có khả năng cạnh tranh bình đẳng".

## Qua đời
7h10 sáng 17/10/2019, 4 ngày trước khi khai mạc kỳ họp thứ 8 Quốc hôi khóa XIV, ông Lê Hải An được phát hiện tử vong do rơi từ tầng 8 nhà D trụ sở Bộ Giáo dục và Đào tạo (số 35 Đại Cồ Việt, Hà Nội), nơi ông ăn sáng trước khi làm việc.
Vào ngày 17/10/2019, báo Dân Trí đưa tin cơ quan chức năng đang tiến hành các biện pháp tố tụng theo quy định để điều tra sự việc.
Vào ngày 21/11/2019, theo báo Tri Thức và Cuộc Sống, sau hơn 1 tháng kể từ khi Thứ trưởng Bộ GDĐT Lê Hải An tử vong bất thường tại trụ sở, dư luận vẫn đặt câu hỏi và quan tâm việc tại sao cơ quan công an vẫn chưa công bố kết luận điều tra .
Báo chí Việt Nam không đưa tin về kết luận của cơ quan điều tra.
Tang lễ của ông bắt đầu từ 12h05 ngày 21 tháng 10 năm 2019, lễ truy điệu diễn ra lúc 14h tại Nhà tang lễ quốc gia tại số 5 đường Trần Thánh Tông, Hà Nội. Sau đó, ông được hỏa táng tại Đài hóa thân Hoàn Vũ, Văn Điển, Thanh Trì, Hà Nội. Ông được an táng tại công viên Vĩnh Hằng (nghĩa trang Thiên Đức), tỉnh Phú Thọ.